# Nyctixalus margaritifer
Nyctixalus margaritifer és una espècie d'amfibi que viu a Indonèsia. Està amenaçada d'extinció per la pèrdua del seu hàbitat natural.